# Patriarcat d'Aquilée
1077–1420
Entités précédentes :
- Marche de Vérone
- Marche d'Istrie

Entités suivantes :
- République de Venise
- Comté de Goritz

Le patriarcat d’Aquilée (en italien : Patriarcato di Aquileia ; en latin : Patriarchatus Aquileiensis) est une entité politico-religieuse qui a existé de 568 à 1751. Initialement juridiction ecclésiastique, elle administrait un vaste territoire dont le centre était l’actuel Frioul. En plus de leur autorité religieuse, les patriarches d’Aquilée obtinrent l’investiture féodale (1077-1420) sur le Frioul (« patrie du Frioul ») et, à plusieurs périodes historiques, les confins politiques du patriarcat s’étendirent jusqu’à l’Istrie, à Cadore (Dolomites), en Carinthie, en Carniole et en Styrie.
Les cités principales de ces entités étaient : Aquilée, Forum Iulii et Udine.

## Pouvoir religieux et politique
La double-réalité ecclésiale et politico-territoriale caractérise le patriarcat d’Aquilée. Comme réalité ecclésiale, ce fut le plus grand diocèse et la plus grande métropole ecclésiale après les cinq patriarcats de Jérusalem, Alexandrie, Antioche, Constantinople et Rome. Sa juridiction ecclésiastique s’étendait en pays slave, en Pannonie, jusqu’au fleuve Danube et autour du lac Blatozero au nord-est, et jusqu’à Côme à l’ouest ; en 811, l’empereur Charlemagne agrandit encore les confins orientaux vers l’aval du Danube et de la rivière Drave. Il a également eu la juridiction ecclésiale de l’Istrie jusqu’en 1751, année de son abolition. Après la séparation des Églises d'Orient et d'Occident en 1054, le patriarcat d’Aquilée a été la plus grande métropole ecclésiale de tout le Moyen Âge occidental et la seconde dignité après la Papauté. Il nommait les évêques des diocèses épiscopaux de ce vaste territoire. Sa cour, internationale, comprenait des peuples de langues et d’ethnies diverses, latines, germaniques, slaves et magyares.

## Réalité ecclésiale

### Christianisation d’Aquilée

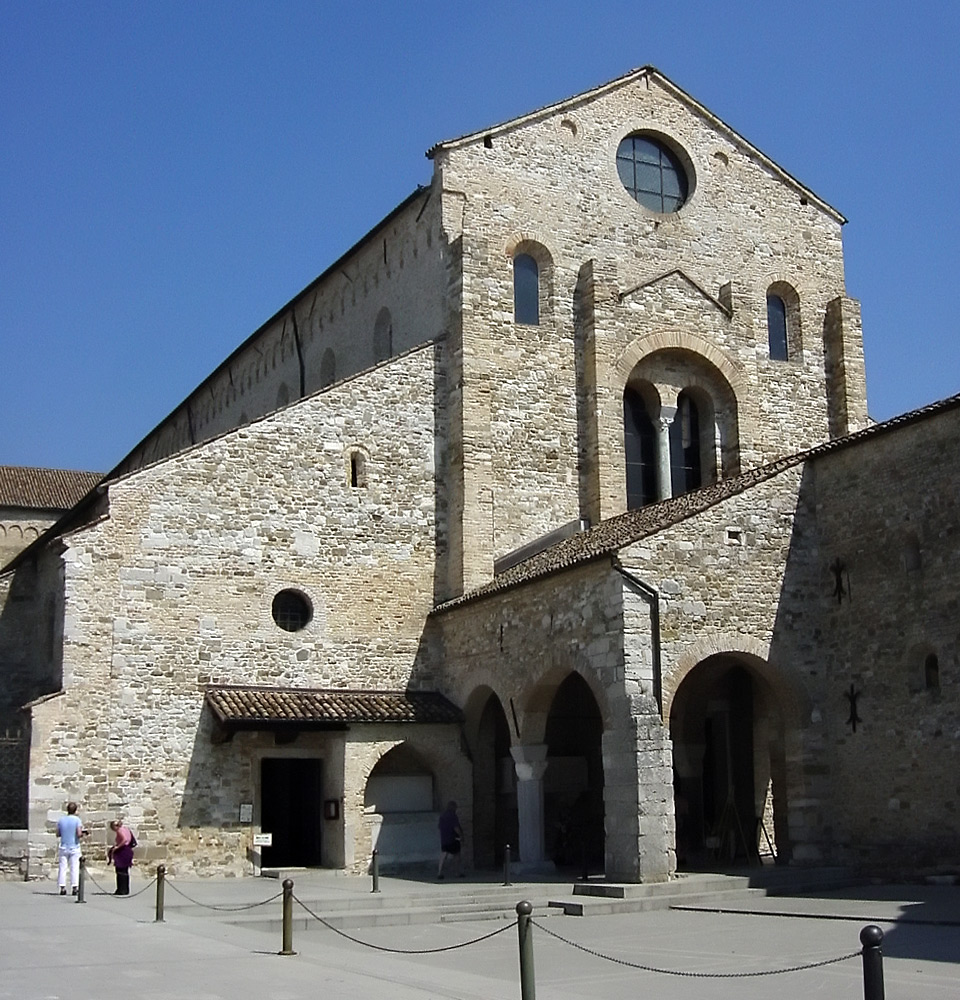
Basilique patriarcale d'Aquilée (313/811/1031)

Sous l’Empire romain, Aquilée était un port florissant, car à l’époque le rivage était encore situé au niveau de la cité. Riche du commerce grâce à ses nombreux canaux, elle devient peu à peu l’une des plus puissantes et importantes villes d’Italie du Nord avec Padoue et Vérone.
Aquilée devient ainsi un important centre de christianisation pour l’Italie nord-orientale et les régions limitrophes. Déjà au IVe siècle, son archevêque avait une position éminente en raison de l’étendue du territoire sous sa compétence juridique. Jusqu’en 1596, la liturgie était de langue latine, mais de rite oriental dit plus tard rite byzantin ou rite patriarcal en Italie. En 381, un concile, promu par saint Ambroise de Milan et présidé par l’archevêque d’Aquilée, Valérien, s’y réunit : il affirme la validité de la foi trinitaire orthodoxe et condamne la doctrine arienne adoptée par les élites germaniques d'Occident et deux évêques qui la professaient le long du Danube, en Mésie supérieure, dans la Dacie aurélienne : Palladios de Ratiaria et Secondinien de Singidunum.

### Fondation et division du patriarcat

Regio X Venetia et Histria (7-292)
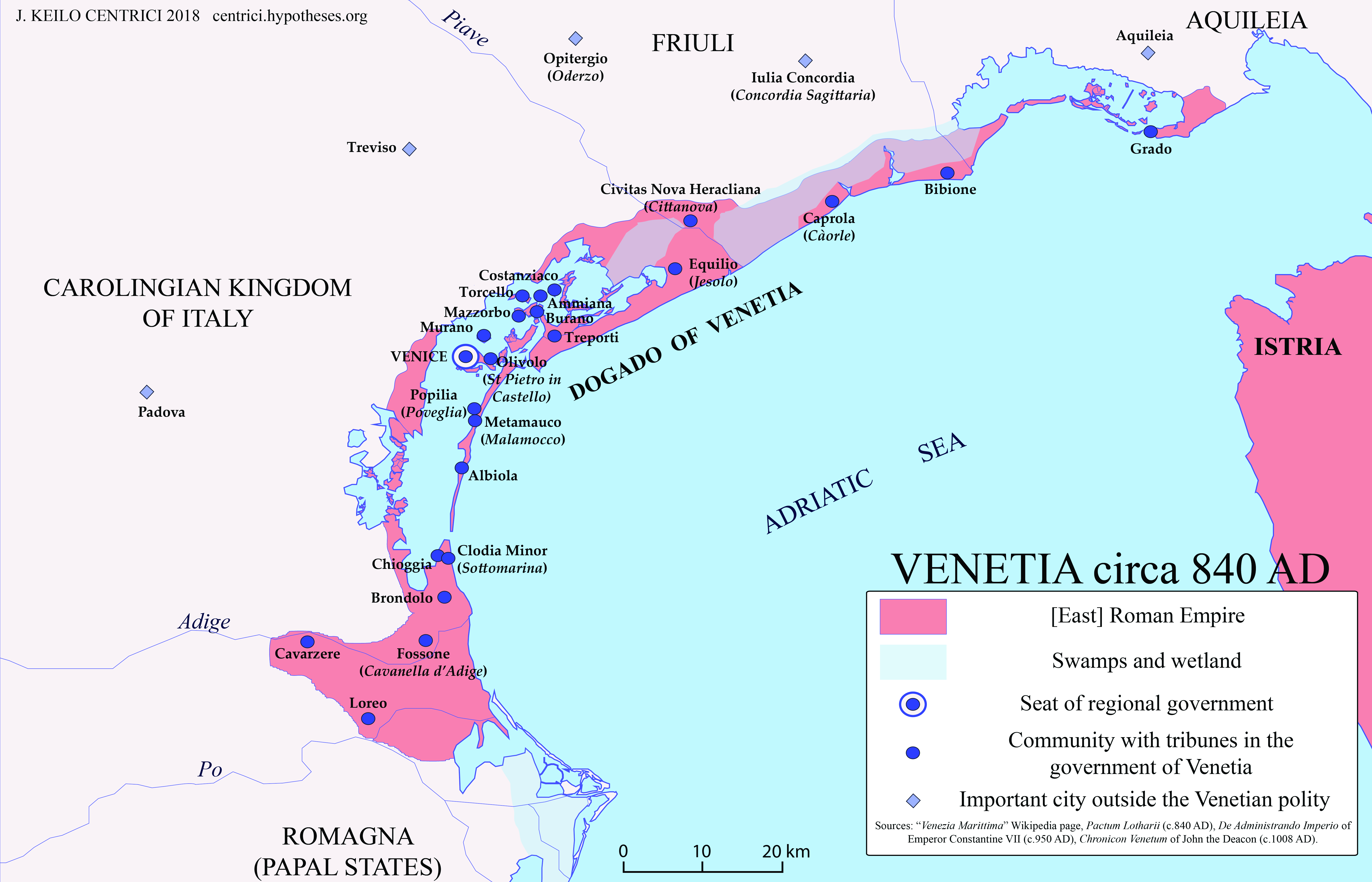
Vénétie vers 840
Carte de l’Italie en l’an mil, largement dominée par le Saint-Empire
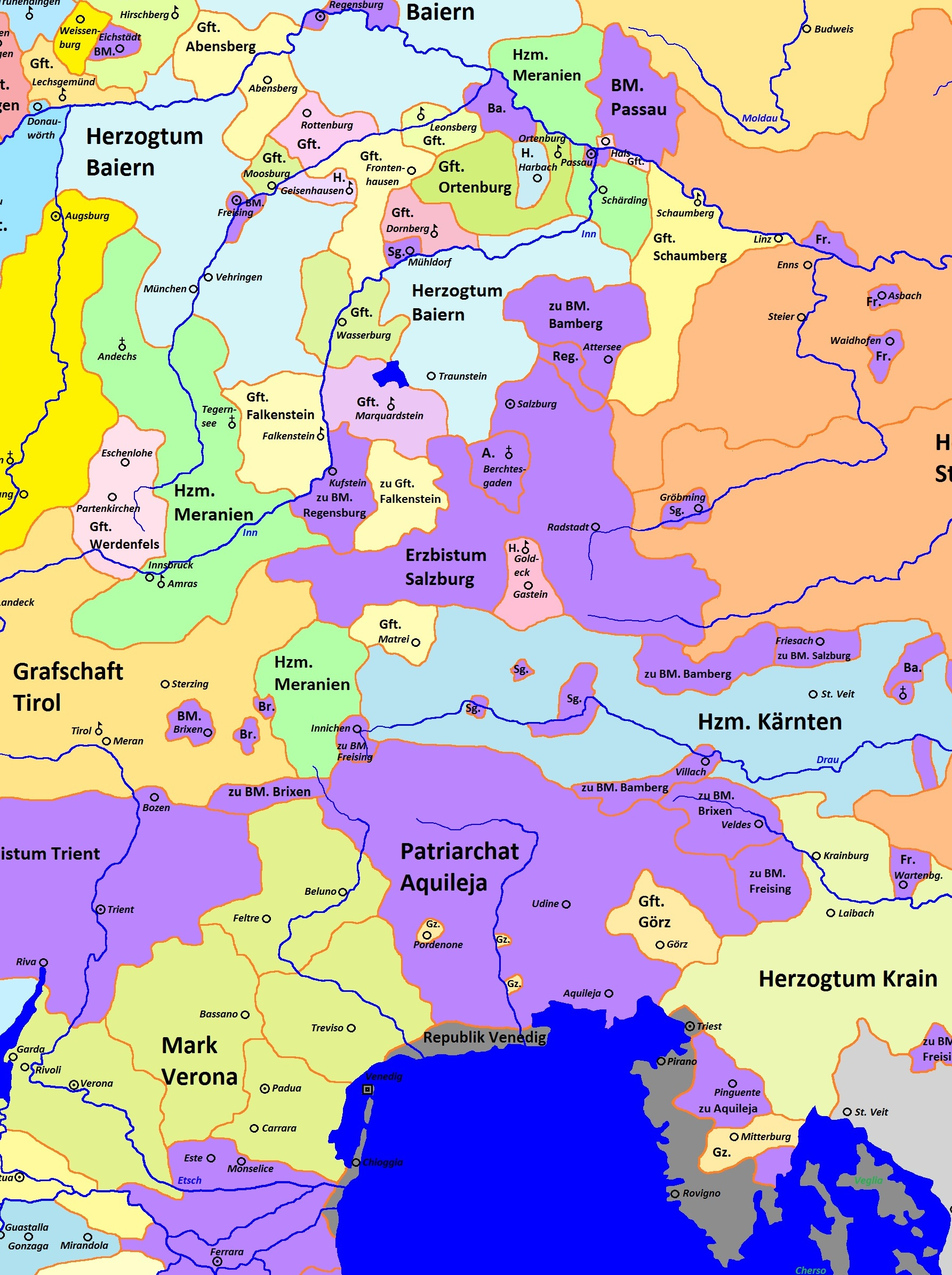
Alpes vers 1250
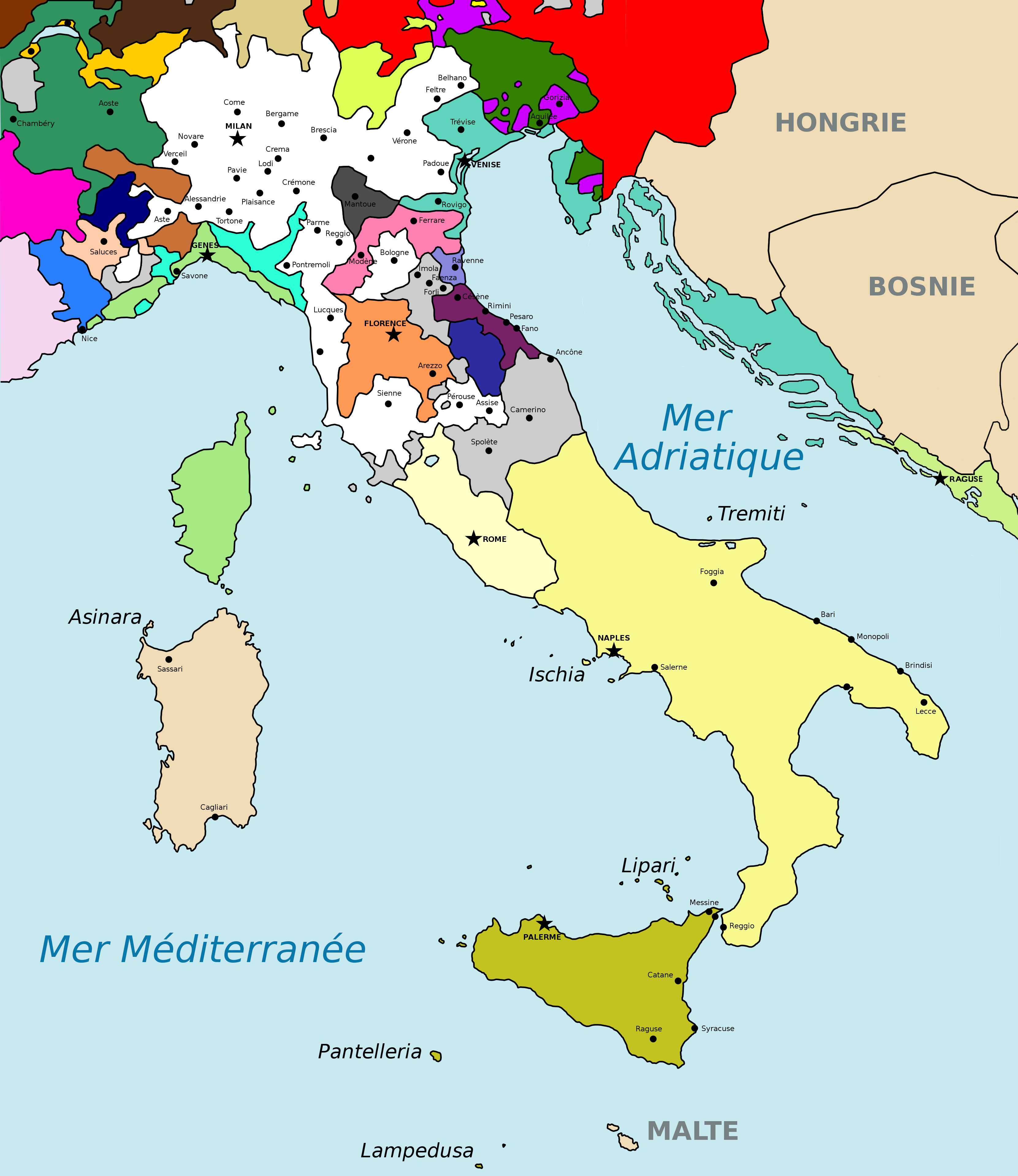
Carte de l’Italie en 1402 : le patriarcat est en vert foncé ; la république de Venise en turquoise

En 554, les archevêques métropolitains de Milan et d’Aquilée refusent d’adhérer à la condamnation prononcée par l’empereur Justinien contre les thèses nestoriennes dénommées « Trois Chapitres », ce qui crée le « schisme des Trois Chapitres ». En 557, durant le synode provincial convoqué à Aquilée pour l’élection du nouveau métropolite Paulin succédant à Macédonios, et auquel participent les évêques des diocèses, les conclusions du deuxième concile de Constantinople sont rejetées et l’Église d’Aquilée se déclare autocéphale. En 568, sous la pression de l’invasion lombarde, Paulin transfère son siège épiscopal à Grado, sous la protection de l’Empire romain d'Orient : il y est proclamé patriarche.
Appartenant au duché du Frioul pendant l’occupation lombarde, l’Église d’Aquilée s’était élevée au rang de patriarcat dans l’espoir de devenir membre à part entière de la Pentarchie (qui serait alors devenue une « Hexarchie ») mais cet espoir est compromis car en 606, elle se divise en deux patriarcats : celui d’Aquilée et celui de Grado. Cette division est due au morcellement politique de la zone : la terre frioulaine, incluant Aquilée, entre sous domination lombarde, alors que le littoral adriatique de la Vénétie, avec Grado, reste territoire romain d’Orient (ultérieurement appelé « Italie byzantine »). Le « schisme des Trois Chapitres » est définitivement clos en 699 lors du concile de Pavie et Aquilée revient vers l’orthodoxie nicéenne. Toutefois, même après la réconciliation entre les trois parties, le diocèse d’Aquilée reste divisé jusqu’en 731, officialisant ainsi la séparation entre le patriarcat d’Aquilée et celui de Grado.

### Limites juridictionnelles
Après que l’empereur Charlemagne a vaincu le dernier roi lombard, Didier, en 774, le Frioul devient une marche de l’Empire carolingien. En ce temps, la conversion au christianisme de la principauté slave de Carantanie initie un conflit entre les patriarches et les archevêques de Salzbourg : en 811, Charlemagne désigne la rivière Drave comme limite entre les deux diocèses — une démarcation en vigueur près de mille ans jusqu’à 1751. Le territoire du Frioul est, comme suite de la conquête du royaume d’Italie par le roi germanique Otton Ier en 952, intégré à la marche de Vérone qui faisait partie des domaines gouvernés par les ducs de Bavière, avec la marche d'Istrie, la Carantanie et la marche de Carniole. En 976, ces territoires passent sous l’autorité du nouveau duché de Carinthie.
Le patriarche Poppon (en exercice de 1019 à 1042), familier et ministre de l’empereur Conrad II le Salique, consacre le 13 juillet 1031 la nouvelle cathédrale, et entoure la ville de nouveaux murs. Il se protège ainsi pour se libérer de la tutelle du duché de Carinthie, et il affronte aussi les Vénitiens à Grado, mais est vaincu et doit y renoncer à la fois militairement et par la volonté d’un concile épiscopal.
Lors de la dislocation de la Pentarchie, les patriarcats d’Aquilée et de Grado, après quelques hésitations, choisirent de se rallier à Rome et rejoignent l’Église latine, d’autant que Venise a fait le même choix et s’est séparée de l’empire d’Orient, suzerain lointain et impuissant à s’opposer aux visées germaniques.

## Réalité politico-territoriale

### Pouvoir temporel des princes-patriarches
Le patriarcat d’Aquilée est devenu une principauté ecclésiastique au moment de la « querelle des Investitures » : après la pénitence de Canossa, l'empereur germanique dit « roi des Romains », Henri IV, destitue le margrave véronais, Berthold de Zähringen, duc de Carinthie. Ensuite, le 3 avril 1077, le patriarche Sieghard de Beilstein (1068-1077) obtient de l’empereur l'investiture féodale de « duc du Frioul » au rang de prince du Saint-Empire, à laquelle s’ajoutent plus tard les titres de « marquis d’Istrie » et de « marquis de Carniole », constituant ainsi le prince-évêché d’Aquilée, un État immédiat du Saint-Empire romain germanique. Le territoire comprend la moitié orientale de la marche de Vérone, du bassin du fleuve Tagliamento et le Cadore jusqu’aux Alpes juliennes.
Les successeurs de Sieghard de Beilstein (1068-1077) restent fidèles à la politique d’Henri IV et de son fils Henri V, faisant de l’État frioulan un poste avancé de la politique impériale germanique en Italie.
Une fête célébrant la victoire en 1164 du patriarche de Grado sur celui d’Aquilée se tient au XVIIIe siècle, le jour du Jeudi gras sur la place Saint-Marc à Venise. C’est l’occasion de joutes entre quartiers, qui montent des pyramides humaines ou marchent sur des fils tendus au-dessus de la place. Gabriele Bella les représente sur un tableau réalisé d’après celui de Francesco Guardi, conservé à la pinacothèque Querini-Stampalia.
En 1186, le patriarche Godefroy (Gottfried) de Hohenstaufen couronne le fils de l’empereur Frédéric Barberousse, Henri VI, roi d’Italie, déposé en réaction par le pape Urbain III. À la même époque, les baillis (Vögte) des patriarches au château de Görz acquièrent leur indépendance et s’appellent « comtes de Görz » : ils sont institués héritiers des comtes de Tyrol en 1253.

### Puissance économique et politique
Sous le patriarcat de Wolfgar d'Erla (Volchero, 1204-1218), une grande impulsion est donnée aux activités commerciales et productives, avec l’amélioration du réseau routier et de l’activité culturelle. À Wolfgar succède le patriarche Berthold V (1218-1251), de la maison d’Andechs-Méranie, frère de sainte Edwige de Silésie, de la reine Gertrude de Hongrie et de la reine Agnès de France ; il a des visées sur la cité d’Udine qui, en peu de temps, passa de village à métropole. Les visées de conquête des gibelins comme Ezzelino III da Romano, ainsi que les territoires gagnés par le comte Meinhard III de Goritz, vont contraindre le patriarche à chercher de l’aide dans le parti adverse, celui des guelfes, s’alliant temporairement avec la république de Venise et avec les ducs de Carinthie.
En 1238, le siège des patriarches est transféré à Udine, et y reste pendant environ deux siècles. Devenu un élément de force de la ligue guelfe, le Frioul connaît une période de déclin : le patriarche ne réussit plus à conserver la cohésion entre les communes et subit de fréquentes trahisons, des conjurations et des luttes entre vassaux. Le comte de Gorizia devient le principal adversaire le l’autorité patriarcale.

### Rivalités et dissensions
En 1281, un conflit éclate avec la république de Venise pour la possession des parties occidentales de l’Istrie. Dix ans plus tard, les patriarches doivent céder la totalité de la bande côtière de Capodistria (Koper) jusqu'à Rovigno (Rovinj) au sud. En 1331, Venise annexe finalement la région de Pola (Pula) à la pointe sud de la péninsule istrienne. La cité de Trieste se place sous le protectorat du duc Léopold III de Habsbourg en 1382.
Le patriarche Bertrand de Saint-Geniès (1334-1350) obtient de nombreux succès sur le plan militaire et diplomatique sans jamais négliger ses devoirs d’évêque. Le 6 juin 1350, alors nonagénaire, il est tué lors d’une conjuration menée par le comte de Gorizia et par la commune de Cividale. Le patriarche Marquhard de Randeck (1365-1381) passe en revanche à l’histoire pour avoir promulgué (le 11 juin 1366) la « Constitution de la patrie du Frioul » (Constitutiones Patriae Foriiulii), base du droit frioulan.
Suit une longue période de dissensions internes, principalement entre les cités d’Udine et de Cividale. Une grande partie des communes du Frioul, les Carraresi et le roi de Hongrie se rangent dans le camp de Cividale ; Udine obtient le soutien de Venise. En 1411, le Frioul devient un champ de bataille pour l’armée impériale (aux côtés de Cividale) et celle de la république de Venise, aux côtés d’Udine. En décembre 1411, l’armée de l’empereur Sigismond occupe Udine ; le 12 juillet 1412, le patriarche Louis de Teck est élu et nommé dans le dôme de Cividale. Le 13 juillet 1419, les forces vénitiennes du doge Michele Steno occupent Cividale et se préparent à la conquête d’Udine, qui tombe le 7 juin 1420, à l’issue d’une âpre défense. De suite, Gemona, San Daniele, Venzone, Tolmezzo tombent, ce qui marque la fin de l’État du patriarcat temporaire frioulan.

## Fin du patriarcat

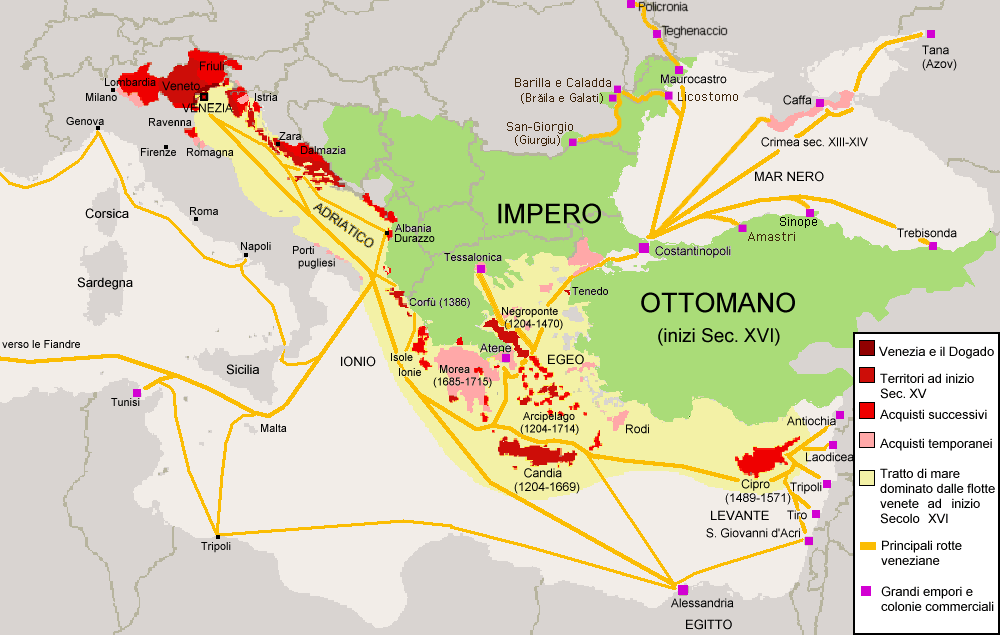
L’expansion territoriale de la république de Venise à la fin du Moyen Âge.

L'empereur Sigismond reconnaît les conquêtes et cède le territoire en fief impérial au doge de Venise en 1437. En 1445, après de longues tractations, le patriarche Ludovico Trevisano accepte le concordat imposé par Venise, par lequel est aboli de fait le droit d’indépendance du Frioul, qui devient une partie de la république de Venise (Domini di Terraferma) dirigée par un « inspecteur général ». En 1500, les possessions restantes des comtes de Görz échoient à la maison de Habsbourg. L'empereur Charles Quint renonce finalement à tous les droits, titres et intérêts sur les domaines vénitiens en 1523.
Les doges de même que les monarques de Habsbourg cherchent encore à reléguer et écarter l'influence spirituelle du patriarche sur ses domaines. Le 6 juin 1751, avec la bulle pontificale Incuncta nobis du pape Benoît XIV, sollicitée par Venise et Marie-Thérèse d'Autriche, le patriarcat d’Aquilée est supprimé et à sa place est instauré l’archidiocèse d'Udine (en Venise) et l’archidiocèse de Gorizia (en Autriche intérieure). Cela conduit au déclassement d’Udine, qui devient seulement siège d’un archevêché aux dimensions réduites, et à la promotion de Gorizia qui, jusqu’alors, n’était qu’un archidiaconat au sein des grands diocèses d’Aquilée.

## Sources
- (it) Cet article est partiellement ou en totalité issu de l’article de Wikipédia en italien intitulé « Patriarcato di Aquileia » (voir la liste des auteurs) du 26/04/2008.
- Aquilée, 2000 ans d'histoire (it)
- Francesco Barbaro, (it) Patrizio veneto e patriarca di Aquileia, Casamassima, Udine 1984.
- « Il Friuli dal 1420 al 1797 : storia politica e sociale », Casamassima, Udine 1998, pp. V-429 in : Giovanni Miccoli (dir.), (it) Storia della società friulana, vol. II/II.
- (de) Hans-Erich Stier (dir.), Grosser Atlas zur Weltgeschichte, Westermann, Brauschweig, 1988, 248 p. (ISBN 3-14-100919-8)

#### Repères historiques régionaux
- Bas-Empire
  - Diocèse d'Italie (298-535)
  - Préfecture du prétoire d'Italie (337-584)
  - Royaume d'Odoacre (476-493), général germain, qui a déposé le dernier empereur romain d'Occident, Romulus Augustule, et agit officiellement pour l'Empire romain d'Orient (byzantin)
  - Conquête de l'Italie par Théodoric (it) (488-193)
- Royaume ostrogoth (493-553)
- Annonaria (580-584), Exarchat de Ravenne (585-751)
- Duché du Frioul (568-776), liste des ducs et marquis du Frioul
- Royaume lombard (568-774), Lombards, liste des souverains lombards depuis 340 environ
  - Guerres byzantino-lombardes (568-751)
  - Art lombard, architecture lombarde, banquiers lombards, Histoire des Lombards
  - Lombardie majeure (Nord : Lombardie-Frioul-Trente), Lombardie mineure (Centre-Sud)

- Venetikà (584-697), République de Venise (697-1797, Duché de Venise), Domini di Terraferma (1400-1797, dont Frioul)

- Liste des rois d'Italie depuis 781
- Royaume d'Italie (Saint-Empire romain) (855-1801)
- Peste noire (1347-1349), deuxième pandémie de peste (1347-1835)
  - dont peste à Venise (1575-1576)
  - épidémie de peste en Italie de 1629-1631

#### 1800
- Guerres napoléoniennes (1792-1815), Troupes balkaniques des armées napoléoniennes, régiment d'Illyrie (1810-1813)
- Provinces illyriennes (1809-1813/1814, Empire français), capitale Laibach/Ljubljana, monument des Provinces illyriennes (Ljubljana)
- Printemps des peuples (1848), nationalisme romantique,nationalisme ethnique, nationalisme italien

- Royaume de Lombardie-Vénétie (1815-1866)
  - Première guerre d'indépendance italienne (1848-1849)
  - Campagne d'Italie (1859) (seconde guerre d'indépendance), dont bataille de Solférino, traité de Zurich (1859)